# Гончаренко Сергій Григорович
Сергій Григорович Гончаренко (24 квітня 1974, Бородянка — 22 грудня 2007, Австрія) — український футболіст, що грав на позиції півзахисника. Відомий за виступами за низку українських клубів вищої та першої ліг — «Кривбас», ЦСКА, «Іллічівець», «Нива» (Тернопіль), «Карпати», «Зоря» (Луганськ) та «Волинь», у складі якої став переможцем турніру першої ліги, виступав також у складі казахського клубу «Актобе». Трагічно загинув у автомобільній аварії під час туристичної подорожі до Австрії.

## Кар'єра футболіста
Сергій Гончаренко є вихованцем бородянського футболу, його батько був організатором районної ДЮСШ, а перші кроки у професійному спорті робив у дитячо-юнацькій школі київського «Динамо». Першим професійним клубом юного футболіста стала першолігова «Рось» із сусідньої Білої Церкви. у цьому клубі Сергій Гончаренко грав протягом першого чемпіонату незалежної України та першу половину другого, а взимку 1993 року став гравцем житомирського «Хіміка», який виступав також у першій лізі, але за результатами другого чемпіонату України вибув до другої ліги. У Житомирі Гончаренко грав до кінця 1993 року, а на початку 1994 року перейшов до складу «Гарту» (пізніше «Системи-Борекс») з рідної Бородянки, який саме дебютував у перехідній лізі. Перспективним футболістом зацікавився вищоліговий клуб «Кривбас», у якому Гончаренко дебютував у серпні 1994 року у грі проти львівських «Карпат», але пробитися у основний склад вищолігової команди молодому футболісту не вдалось. Зігравши ще один матч в основі, Сергій Гончаренко на початку 1995 року повертається до Бородянки. У рідному містечку грає до закінчення сезону 1994—1995, і знову пробує сили у криворізькій команді. Удруге Гончаренко виходить у футболці «Кривбасу» тричі, і знову повертається до бородянського клубу, у якому грає до кінця сезону 1995—1996 років. На початку наступного сезону Сергія Гончаренка запросили до складу київської команди вищої ліги ЦСКА. Хоча й не зразу, півзахисник із Бородянки став гравцем основного складу команди. У ЦСКА за півтора року Гончаренко зіграв 34 матчі, кілька матчів зіграв також у першій лізі за ЦСКА-2 (Київ). З початку 1998 року Сергій Гончаренко став гравцем маріупольського «Іллічівця». Але у цьому клубі футболіст не став постійним гравцем основи, переважно виходив на заміни, і також на кілька матчів орендувався першоліговим «Шахтарем» з Макіївки. Наступним клубом Гончаренка стала тернопільська «Нива» (Тернопіль). У цьому клубі футболіст грав протягом року, і був сталим футболістом основи команди, граючи в команді майже без замін. З початку 2000 року півзахисник повертається до Маріуполя. Цього разу Сергій Гончаренко отримує більший кредит довіри з боку тренерського штабу, і переважно є гравцем основи маріупольського клубу. Цього разу в маріупольському клубі футболіст грає протягом півтора року, і за цей час зіграв 39 матчів в основі команди, у яких не зумів відзначитись забитими м'ячами.
Узимку 2002 року Сергій Гончаренко на запрошення відомого тренера Віталія Кварцяного стає гравцем луцького клубу, який тоді носив назву СК «Волинь-1», та мав завдання на сезон повернутись до вищої ліги. У клубі швидко став основним гравцем, та обирається капітаном команди. За половину сезону Гончаренко зіграв 17 матчів, у яких відзначився 3 забитими м'ячами, та разом із іншими товаришами по команді став переможцем турніру першої ліги. Наступного сезону луцький клуб посів високе шосте місце в турнірній таблиці першої ліги, а Гончаренко відіграв 25 матчів уже у вищій лізі. Щоправда, наступний сезон луцька команда провела значно гірше, й у підсумку опустилась на 13 сходинку в турнірній таблиці. Сергій Гончаренко грав у Луцьку лише першу половину сезону, у якій з'явився на полі 13 разів, і вирішив у черговий раз змінити клуб.
Наступною командою Сергія Гончаренка стали львівські «Карпати». Але у львівському клубі футболіст зіграв лише три матчі, і покинув клуб, а команда вибула у першу лігу. Далі шлях півзахисника проліг у Казахстан, де півроку Гончаренко грав за команду «Актобе-Ленто» з міста Актобе. Після вояжу до Казахстану Гончаренко повернувся в Україну, де розпочав виступи в луганській «Зорі». У Луганську футболіст грав протягом року в першій українській лізі, та зіграв за «Зорю» в сумі 17 матчів, у яких відзначився 1 забитим м'ячем. Далі Сергій Гончаренко вирішив повернутись до луцької «Волині», де зіграв найбільше матчів у вищому ешелоні українського футболу. Але в результаті за луцький клуб цього разу Гончаренко зіграв лише один матч, який і став для нього останнім у професійному футболі. Сергій Гончаренко ще півроку пограв за аматорський радивилівський «Сокіл» із Рівненської області, після чого остаточно завершив виступи на футбольних полях.

## Загибель
Сергій Гончаренко любив далекі подорожі автомобілем. 22 грудня 2007 року, знаходячись за кермом власного автомобіля, Гончаренко потрапив у аварію на території Австрії, у якій загинув. Похований Сергій Гончаренко на кладовищі в селищі Пісківка Бородянського району. За два з половиною роки під Києвом загинули його батько Григорій Гончаренко та син Сергій Гончаренко-молодший, який уже встиг добитись певних успіхів у футболі.

## Вшанування пам'яті
З 2008 року у Бородянському районі Київської області щорічно відбувається Меморіал футбольної династії Гончаренків, у якому беруть участь аматорські футбольні клуби Київської та сусідніх областей, у пам'ять про Сергія Гончаренка та його батька Григорія Гончаренка, який був футбольним тренером та засновником і організатором Бородянської ДЮСШ.

## Досягнення
- Переможець Першої ліги України: 2001–2002

## Виноски
1. 1 2 3  Виталий Несин и Сергей Гончаренко. Прерванный путь (рос.)
2. 1 2  Загинув Сергій Гончаренко. Архів оригіналу за 17 червня 2016. Процитовано 20 травня 2016.
3. 1 2 3  VIII Меморіал футбольної династії Гончаренків виграла ФК «Пісківка». Архів оригіналу за 3 квітня 2016. Процитовано 20 травня 2016.
4. 1 2 3  Легенди ПФЛ: СК Волинь-1, 2002 рік. Архів оригіналу за 3 червня 2016. Процитовано 20 травня 2016.
5. ↑  ФК «Волинь» — Статистика. Архів оригіналу за 17 вересня 2016. Процитовано 20 травня 2016.
6. ↑  Архівована копія. Архів оригіналу за 3 серпня 2017. Процитовано 20 травня 2016.{{cite web}}:  Обслуговування CS1: Сторінки з текстом «archived copy» як значення параметру title (посилання)
7. ↑  ФК «Волинь» — Статистика. Архів оригіналу за 27 жовтня 2017. Процитовано 20 травня 2016.
8. ↑  ФК «Волинь» — Статистика. Архів оригіналу за 22 вересня 2016. Процитовано 20 травня 2016.
9. ↑  Все футболисты клуба. Гончаренко Сергей Григорьевич [Архівовано 25 червня 2016 у Wayback Machine.] (рос.)
10. ↑  ФК «Волинь» — Статистика. Архів оригіналу за 22 вересня 2016. Процитовано 20 травня 2016.
11. ↑  Дорога у вічність. Архів оригіналу за 11 червня 2016. Процитовано 20 травня 2016.